# Караханлы (Агджабединский район)
Караханлы (азерб. Qaraxanlı) — село в Караханлинском административно-территориальном округе Агджабединского района Азербайджана.

## Этимология
Название происходит основавшего села рода Караханлы, принадлежащего к огузскому племени баят.

## История
Село основано в 1865 году.
Село Караханлу в 1913 году согласно административно-территориальному делению Елизаветпольской губернии относилось к Зангишалинскому сельскому обществу Шушинского уезда.
В 1926 году согласно административно-территориальному делению Азербайджанской ССР село относилось к дайре Агдам Агдамского уезда.
После реформы административного деления и упразднения уездов в 1929 году был образован Боятский сельсовет в Агджабединском районе Азербайджанской ССР.
Согласно административному делению 1961 и 1977 года село Караханлы входило в Боятский сельсовет Агджабединского района Азербайджанской ССР.
5 октября 1999 года село Караханлы передано из Боятского административно-территориального округа в составь вновь образованного Гаджиларского.
В 1999 году в Азербайджане была проведена административная реформа и внутри Гаджиларского административно-территориального округа был учрежден Караханлинский муниципалитет Агджабединского района.
1 сентября 2004 года из состава Гаджиларского административно-территориального округа выделен новый, Караханлинский.

## География
Село находится в 34 км от райцентра Агджабеди и в 315 км от Баку. Ближайшая железнодорожная станция — Агдам (действующая — Халадж).
Село находится на высоте 136 метров над уровнем моря.

## Население
| Численность населения | Численность населения | Численность населения | Численность населения |
| 1886                  | 1989                  | 1999                  | 2009                  |
| --------------------- | --------------------- | --------------------- | --------------------- |
| 150                   | ↗650                  | ↗857                  | ↗880                  |

В 1886 году в селе проживало 150 человек, все — азербайджанцы, по вероисповеданию — мусульмане-шииты.
Население преимущественно занимается хлопководством, животноводством и выращиванием зерна.

## Климат
Среднегодовая температура воздуха в селе составляет +14,3 °C. В селе полупустынный климат.

## Инфраструктура
В селе расположены средняя школа, клуб, библиотека, медицинский пункт.